# Lusambo flygplats
Lusambo flygplats är en flygplats vid staden Lusambo i Kongo-Kinshasa. Den ligger i provinsen Sankuru, i den centrala delen av landet, 900 km öster om huvudstaden Kinshasa. Lusambo flygplats ligger 429 meter över havet. IATA-koden är LBO och ICAO-koden FZVI. Lusambo flygplats hade 38 starter och landningar, samtliga inrikes, med totalt 119 passagerare men ingen frakt 2015.